# Филатьев, Валентин Игнатьевич
Валенти́н Игна́тьевич Фила́тьев (21 января 1930, Малиновка, Ишимский район, Тюменская область — 15 сентября 1990, Орёл) — советский лётчик-истребитель, член первого отряда космонавтов СССР.

## Биография
Родился 21 января 1930 года. Окончил педагогическое училище и получил диплом учителя начальных классов. Учителем работать не стал. В 1951 году поступил и в 1955 году окончил Сталинградское авиационное училище. Проходил службу в авиационных частях ПВО.
В 1960 году был отобран для подготовки к космическому полёту. 25 марта 1960 года был зачислен в первый отряд советских космонавтов. Проходил подготовку к космическому полёту на корабле «Восток». После прохождения курса подготовки, 3 апреля 1961 года, успешно выдержал экзамен. 16 декабря 1961 Валентин Филатьев был зачислен в космонавты.
17 апреля 1963 года отчислен из отряда космонавтов за нарушение дисциплины. Вместе с товарищами по отряду космонавтов Григорием Нелюбовым и Иваном Аникеевым, находясь в нетрезвом состоянии, оказали 27 марта 1963 года сопротивление военному патрулю на железнодорожной станции Чкаловская.
После отчисления из отряда космонавтов продолжил службу в ПВО. После выхода в отставку в 1969 году работал преподавателем в профессионально-техническом училище в городе Орёл.
Умер 15 сентября 1990 года и похоронен в г. Орле на Троицком кладбище.